# 猫はオウムを飲み込んで…しゃべりだす!
『猫はオウムを飲み込んで…しゃべりだす!』（英: Cat Swallows Parakeet and Speaks!）は、1996年に製作されたカナダの映画。
日本では、1998年5月8日に第7回東京国際レズビアン&ゲイ映画祭で上映された。

## キャスト
- レイチェル・クローニン
- シェーラザード：タラ・フレデリック
- バレリーナ：クリスティン・テイラー
- モデル：マーニー・ロビンソン
- ナース：ウェンディ・ラッセル